# .dj

.dj는 지부티의 국가 최상위 도메인으로 1996년부터 사용하였다.
이 도메인은 많이 사용되지 않는 도메인이라서 도메인 해킹에 노출되어 있기도 하다.

## 같이 보기
- .am
- .cd
- .fm
- .me
- .mu